# Muni Long
Muni Long, pseudonimo di Priscilla Renea Hamilton (Vero Beach, 14 settembre 1988), è una cantautrice e paroliera statunitense.

## Biografia
Cresciuta a Vero Beach, Renea ha frequentato la Vero Beach High School e ha successivamente firmato un contratto discografico con la Capitol nel 2009, dopo aver guadagnato popolarità attraverso YouTube. Sotto l'etichetta è stato messo in commercio l'album in studio di debutto Jukebox, che ha prodotto il singolo Dollhouse, fermatosi nella Bubbling Under Hot 100 statunitense, venendo venduto oltre 37 000 volte digitalmente all'ottobre 2009.
Ha in seguito iniziato a lavorare come paroliera per altri artisti, scrivendo brani per Ariana Grande, Chris Brown, Demi Lovato, Fifth Harmony, Little Mix, Mariah Carey, Mary J. Blige e Selena Gomez, tra altri.
Il suo secondo disco Coloured è stato pubblicato nel giugno 2018 e contiene i singoli Gentle Hands, Family Tree, Let's Build a House e Land of the Free. Circa tre anni più tardi, adottando lo pseudonimo di Muni Long, ha reso disponibile gli EP Nobody Knows e Public Displays of Affection; di quest'ultimo la traccia Hrs and Hrs è divenuta virale, scalando le classifiche di diversi mercati, tra cui la Hot 100 degli Stati Uniti d'America, dove è estratto come singolo radiofonico a partire dal febbraio 2022 ed è stato promosso con un'esibizione al Tonight Show.
Il mese seguente ha firmato un contratto discografico con la Def Jam Recordings, mentre tra giugno e luglio 2022 è stata candidata per il BET Award al miglior nuovo artista e ha inciso una collaborazione con John Legend, dal titolo Honey, oltre a contendersi il premio all'esibizione Push dell'anno con Baby Boo agli MTV Video Music Awards. Nel febbraio 2023, in occasione dei Grammy Award, ha ricevuto il riconoscimento alla miglior interpretazione R&B per Hrs and Hrs.
Nell'agosto 2024 ha fatto ritorno sulle scene musicali col terzo LP, intitolato Revenge; il disco è stato anticipato dalla hit Made for Me, seconda top 20 della cantante nella Hot 100 e vincitrice di un Grammy.

## Discografia

### Album in studio
- 2009 – Jukebox
- 2018 – Coloured
- 2024 – Revenge

### EP
- 2009 – Hello My Apple
- 2021 – Nobody Knows
- 2021 – Public Displays of Affection
- 2022 – Public Displays of Affection Too

### Singoli
- 2009 – Dollhouse
- 2017 – Kiss Me
- 2018 – Gentle Hands
- 2018 – Heavenly
- 2018 – Family Tree
- 2018 – Let's Build a House
- 2018 – Land of the Free
- 2020 – Midnight Snack (feat. Jacob Latimore)
- 2020 – Breakin Up
- 2020 – Nekkid (con YFN Lucci)
- 2020 – Build a Bae (con Yung Bleu)
- 2021 – Thot Thoughts (feat. Sukihana)
- 2021 – Bodies
- 2021 – Luv Kanye
- 2021 – Sneaky Link
- 2021 – Plain Jane (con Femme It Forward)
- 2021 – Bald Head Bitch (feat. Monaleo)
- 2021 – No R&B (con Ann Marie)
- 2021 – Ain't Easy
- 2022 – Hrs and Hrs
- 2022 – Another
- 2022 – Pain
- 2022 – Baby Boo (con Saweetie)
- 2022 – Santa Baby
- 2023 – Made for Me (solo o con Mariah Carey)
- 2024 – Make Me Forget
- 2024 – Ruined Me

### Collaborazioni
- 2022 – Honey (John Legend feat. Muni Long)
- 2023 – Angel Pt. 1 (Kodak Black, NLE Choppa e Jimin feat. Jvke & Muni Long)

## Riconoscimenti
- American Music Awards
  - 2022 – Candidatura alla Canzone R&B preferita per Hrs and Hrs[25]
  - 2022 – Candidatura all'Artista R&B preferita[25]
  - 2025 – Candidatura all'Artista R&B femminile preferita[26]
  - 2025 – Candidatura alla Canzone R&B preferita per Made for Me[26]

- BET Awards
  - 2022 – Candidatura al Miglior nuovo artista[18]
  - 2025 – Candidatura alla Miglior artista R&B/pop femminile[27]

- Billboard Women in Music
  - 2025 – Star in ascesa[28]

- E! People's Choice Awards
  - 2022 – Candidatura all'Artista emergente del 2022[29]

- Grammy Awards
  - 2022 – Candidatura all'Album dell'anno per Back of My Mind (come autrice)[30]
  - 2023 – Miglior interpretazione R&B per Hrs and Hrs[21]
  - 2023 – Candidatura al Miglior artista esordiente[21]
  - 2023 – Candidatura alla Miglior canzone R&B per Hrs and Hrs[21]
  - 2025 – Miglior interpretazione R&B per Made for Me[24]
  - 2025 – Candidatura alla Miglior interpretazione R&B tradizionale per Make Me Forget[24]
  - 2025 – Candidatura alla Miglior canzone R&B per Ruined Me[24]
  - 2025 – Candidatura al Miglior album R&B per Revenge[24]

- iHeartRadio Music Awards
  - 2025 – Canzone R&B dell'anno per Made for Me[31]
  - 2025 – Candidatura all'Artista R&B dell'anno[31]

- MTV Europe Music Awards
  - 2022 – Candidatura al Miglior artista MTV Push[32]

- MTV Video Music Awards
  - 2022 – Candidatura all'Esibizione Push dell'anno per Baby Boo[20]
  - 2024 – Candidatura al Miglior video R&B per Made for Me[33]

- NAACP Image Awards
  - 2025 – Candidatura alla Miglior collaborazione tradizionale di un duo o gruppo per Made for Me[34]

- Soul Train Music Awards
  - 2022 – Ashford and Simpson Songwriter's Award per Hrs and Hrs[35]
  - 2022 – Candidatura alla Canzone dell'anno per Hrs and Hrs[35]
  - 2022 – Candidatura al Video dell'anno per Hrs and Hrs[35]
  - 2022 – Candidatura al Miglior nuovo artista[35]